# Vaginoplastia
A vaginoplastia é um tipo de cirurgia de redesignação sexual que se configura na criação ou reforma cirúrgica de tecido para construir uma vagina.
A Vaginoplastia é um procedimento cirúrgico para reconstituição da anatomia vulvo-vaginal. Visa ajudar mulheres que sofreram algum tipo de alteração vaginal, nomeadamente provocada por partos vaginais traumáticos: tempo de parto muito prolongado ou bebé maior do que o normal.